# Glomeris inferorum
Glomeris inferorum är en mångfotingart som beskrevs av Robert Latzel 1889. Glomeris inferorum ingår i släktet Glomeris och familjen klotdubbelfotingar. Inga underarter finns listade i Catalogue of Life.